# Тесла (единица измерения)
Те́сла (русское обозначение: Тл; международное обозначение: T) — единица индукции магнитного поля в Международной системе единиц (СИ), равная индукции такого однородного магнитного поля, в котором на 1 метр длины прямого проводника, расположенного по нормали к вектору магнитной индукции, с током силой 1 ампер, действует сила 1 ньютон.
Через основные единицы СИ тесла выражается следующим образом:
- кг·с−2·А−1

Через производные единицы СИ тесла выражается соотношениями:
- Вб / м2
- В·с / м2
- Н·А−1·м−1

В соответствии с правилами СИ, касающимися производных единиц, названных по имени учёных, наименование единицы измерения «тесла» пишется со строчной буквы, а её обозначение «Тл» — с заглавной.
Соотношения с другими единицами измерения магнитной индукции:
- 1 Тл = 10 000 гаусс (единица СГС)
- 1 Тл = 1⋅109 гамма (единица, применяемая в геофизике)

Единица названа в честь изобретателя Николы Теслы. В Международную систему единиц (СИ) тесла введён решением XI Генеральной конференцией по мерам и весам в 1960 году одновременно с принятием СИ в целом.

## Характерные значения
- В космическом пространстве магнитная индукция составляет от 0,1 до 10 нанотесл (от 10−10 до 10−8 Тл).
- Магнитное поле Земли значительно варьируется во времени и пространстве. На широте 50° магнитная индукция в среднем составляет 5⋅10−5 Тл, а на экваторе (широта 0°) — 3,1⋅10−5 Тл.
- В солнечных пятнах — 0,3 Тл[2].
- В стальных магнитопроводах массово выпускаемых реле, трансформаторов, электромоторов и других электрических аппаратов — от 0,1 до 1,5 Тл.
- Стандартное значение магнитной индукции, создаваемой высокопольным магнитно-резонансным томографом, — 1,5 Тл; распространены также томографы с магнитной индукцией 3 Тл.
- Отклоняющие дипольные магниты Большого адронного коллайдера — от 0,54 до 8,3 Тл.
- В белых карликах — 100 Тл.
- Рекордное значение постоянного магнитного поля, достигнутое людьми без разрушения установки — 1200 Тл[3].
- Рекордное значение импульсного магнитного поля, когда-либо наблюдавшегося в лаборатории — 2800 Тл[4].
- Магнитные поля в атомах — от 1 до 10 килотесл (103 — 104 Тл).
- На нейтронных звёздах — от 1 до 100 мегатесл (106 — 108 Тл).
- На магнетарах — от 0,1 до 100 гигатесл (108 — 1011 Тл).
- Рекордное значение, зафиксированное в природе — ~1,6 гигатесл (109 Тл), зарегистрировано на пульсаре Swift J0243.6+6124[5].

## Кратные и дольные единицы
Десятичные кратные и дольные единицы образуют с помощью стандартных приставок СИ.
| Кратные                                               | Кратные     | Кратные     | Кратные     | Дольные  | Дольные     | Дольные     | Дольные     |
| величина                                              | название    | обозначение | обозначение | величина | название    | обозначение | обозначение |
| ----------------------------------------------------- | ----------- | ----------- | ----------- | -------- | ----------- | ----------- | ----------- |
| 101 Тл                                                | декатесла   | даТл        | daT         | 10−1 Тл  | децитесла   | дТл         | dT          |
| 102 Тл                                                | гектотесла  | гТл         | hT          | 10−2 Тл  | сантитесла  | сТл         | cT          |
| 103 Тл                                                | килотесла   | кТл         | kT          | 10−3 Тл  | миллитесла  | мТл         | mT          |
| 106 Тл                                                | мегатесла   | МТл         | MT          | 10−6 Тл  | микротесла  | мкТл        | µT          |
| 109 Тл                                                | гигатесла   | ГТл         | GT          | 10−9 Тл  | нанотесла   | нТл         | nT          |
| 1012 Тл                                               | тератесла   | ТТл         | TT          | 10−12 Тл | пикотесла   | пТл         | pT          |
| 1015 Тл                                               | петатесла   | ПТл         | PT          | 10−15 Тл | фемтотесла  | фТл         | fT          |
| 1018 Тл                                               | эксатесла   | ЭТл         | ET          | 10−18 Тл | аттотесла   | аТл         | aT          |
| 1021 Тл                                               | зеттатесла  | ЗТл         | ZT          | 10−21 Тл | зептотесла  | зТл         | zT          |
| 1024 Тл                                               | йоттатесла  | ИТл         | YT          | 10−24 Тл | иоктотесла  | иТл         | yT          |
| 1027 Тл                                               | роннатесла  | РнТл        | RT          | 10−27 Тл | ронтотесла  | рнТл        | rT          |
| 1030 Тл                                               | кветтатесла | КвТл        | QT          | 10−30 Тл | квектотесла | квТл        | qT          |
| рекомендовано к применению применять не рекомендуется |             |             |             |          |             |             |             |